# Substitution failure is not an error
Substitution failure is not an error (SFINAE) ist eine Programmiertechnik in der Programmiersprache C++. Dabei wird die Tatsache ausgenutzt, dass eine fehlgeschlagene Substitution von Template-Argumenten keinen Kompilierfehler erzeugt.
Ist beispielsweise eine Funktion mehrfach überladen und sind gewisse Kandidaten das Ergebnis der Instanziierung eines Funktionstemplates mit möglicherweise deduzierten Template-Argumenten, so wird – sofern die Substitution der Template-Argumente fehlgeschlagen ist – die Überladung aus der Menge der Kandidaten entfernt, ohne dass der Kompiliervorgang mit einem Kompilierfehler abgebrochen wird. Sind die schließlich verbliebenen Kandidaten mehrdeutig, beispielsweise weil sie dieselbe Signatur haben und sich nur durch den Rückgabewert unterscheiden, oder sind keine Kandidaten für den Funktionsaufruf mehr vorhanden, so wird dennoch wie üblich ein Kompilierfehler erzeugt.

## Beispiele
Als Standardbeispiel sei ein Konstrukt genannt, das von einem Typen T bestimmt, ob T::Type ebenfalls ein Typ ist.
```
#include
 
<iostream>

template
<
typename
 
T
>
 
// Von T soll bestimmt werden, ob T::Type ein Typ ist

class
 
HasType

{

	
// Es werden zwei Typen benötigt, die unterschiedlich groß sind, sodass man sie mit sizeof differenzieren kann:

	
typedef
 
char
 
FalseType
[
1
];

	
typedef
 
char
 
TrueType
[
2
];

	
// Es folgt die überladene Funktion, mittels welcher SFINAE angewendet wird:

	
template
<
typename
 
U
>

	
static
 
TrueType
&
 
Tester
(
typename
 
U
::
Type
*
);

	
template
<
typename
>

	
static
 
FalseType
&
 
Tester
(...);

public
:

	
// Die gesammelte Information wird mit einem einfachen booleschen Wert nach außen gegeben:

	
static
 
const
 
bool
 
Value
 
=
 
sizeof
(
Tester
<
T
>
(
0
))
 
==
 
sizeof
(
TrueType
);

};

struct
 
Foo

{

	
typedef
 
int
 
Type
;

};

int
 
main
()

{

	
std
::
cout
 
<<
 
std
::
boolalpha
;

	
std
::
cout
 
<<
 
HasType
<
int
>::
Value
 
<<
 
'\n'
;
 
// Gibt false aus

	
std
::
cout
 
<<
 
HasType
<
Foo
>::
Value
 
<<
 
'\n'
;
 
// Gibt true aus

}

```

Die Rückgabewerte der Tester-Funktion sind Referenzen, da in C++ bekanntlich keine Arrays zurückgegeben werden können. Der sizeof-Operator gibt beim Anwenden auf eine Referenz die Größe des referenzierten Types zurück. Beim Anwenden auf einen vermeintlichen Funktionsaufruf (also auf eine Funktion inkl. Funktionsargumente) wird die Größe des Rückgabewertes angegeben. Da die Funktion in Tat und Wahrheit nie wirklich aufgerufen wird, ist keine Funktionsdefinition vonnöten. Um die Größe des Rückgabewertes angeben zu können, muss zuerst die korrekte Funktion ausgewählt werden. Wird als Template-Argument T = Foo gewählt, so sind beide Überladungen korrekt, weil Foo::Type eruierbar ist. In diesem Fall wird anhand der Regeln überladener Funktionen die näherliegende ausgewählt. Da die variadische Funktion keine Typsicherheit bietet, wird die erste Funktion (die, die einen TrueType zurückgibt) bevorzugt. Wird hingegen T = int eingegeben, so wird die erste Funktion aus der Menge der infrage kommenden Überladungen ausgeschieden. Dies erzeugt dank SFINAE keinen Kompilierfehler. Es wird außerdem die Tatsache ausgenutzt, dass der Wert 0 in C++ implizit in einen Nullzeiger konvertiert werden kann.
Ein beliebter Einsatzort von SFINAE ist das Restringieren bzw. ein Spezialisieren auf Typen, die eine bestimmte Gemeinsamkeit teilen. Ein Beispiel:
```
#include
 
<iostream>

#include
 
<type_traits>

template
<
typename
 
T
,
 
typename
 
std
::
enable_if
<
std
::
is_integral
<
T
>::
value
,
 
int
>::
type
 
=
 
0
>

void
 
f
(
T
 
Value
)

{

	
std
::
cout
 
<<
 
"Int: "
 
<<
 
Value
 
<<
 
'\n'
;

}

template
<
typename
 
T
,
 
typename
 
std
::
enable_if
<
std
::
is_floating_point
<
T
>::
value
,
 
int
>::
type
 
=
 
0
>

void
 
f
(
T
 
Value
)

{

	
std
::
cout
 
<<
 
"Float: "
 
<<
 
Value
 
<<
 
'\n'
;

}

template
<
typename
 
T
,
 
typename
 
std
::
enable_if
<
std
::
is_pointer
<
T
>::
value
,
 
int
>::
type
 
=
 
0
>

void
 
f
(
T
 
Value
)

{

	
std
::
cout
 
<<
 
"Pointer: "
 
<<
 
Value
 
<<
 
'\n'
;

}

int
 
main
()

{

	
int
 
n
 
=
 
42
;

	
f
(
n
);
	
// Int: 42

	
f
(
2.7
);
	
// Float: 2.7

	
f
(
&
n
);
	
// Pointer: 002DFA14

}

```

Wegen der Default-Template-Argumente ist das Programm nicht in C++03 lauffähig, sondern erst in C++11. Die Elemente std::enable_if etc. hingegen sind auch in C++03 implementierbar.
Dank SFINAE spart man sich hier das separate Spezialisieren des Funktionstemplates auf alle einzelnen integralen bzw. Fließkommatypen.